# Computadores de Harvard
Les computadores de Harvard van ser un grup de dones contractades des del 1877 i com a mínim fins al 1918 com a treballadores qualificades per processar dades astronòmiques per Edward Charles Pickering (director del Harvard College Observatory), a suggerència de la professora d'astronomia Maria Mitchell. Entre aquestes dones hi havia Williamina Fleming, Annie Jump Cannon, Henrietta Swan Leavitt, Cecilia Payne i Antonia Maury, però van arribar a ser unes setanta o vuitanta. A partir del 1886, van estar sota les ordres de la primera d'elles, la Williamina Fleming. Van arribar a ser conegudes com les «computadores de Harvard» (Harvard Computers) o, més de broma, o despectivament, com «l'harem de Pickering», ja que feien càlculs precisos. Aquestes dones no només van calcular, sinó que observaven, analitzaven les dades, dissenyaven sistemes de classificació estel·lar i pensaven; van «començar a revolucionar el coneixement de l'astronomia en l'àmbit dels catàlegs i les classificacions estel·lars [... i algunes] van acabar esdevenint referents de la recerca en física estel·lar»; van descobrir fenòmens astronòmics i van assentar les bases per a la futura recerca astronòmica i astrofísica i per al desenvolupament de teories posteriors.
Aquest va ser un exemple del que s'ha identificat com a «efecte harem» en la història i la sociologia de la ciència.

## Història
Sembla que diversos factors van contribuir a la decisió de Pickering de contractar dones en comptes d'homes. Entre ells hi havia el fet que els homes cobraven molt més que les dones, de manera que podia emprar més personal amb el mateix pressupost. Això va ser rellevant en un moment en què la quantitat de dades astronòmiques superava la capacitat dels Observatoris per processar-la.
La primera dona contractada va ser Williamina Fleming, que treballava com a criada de Pickering. Sembla que Pickering estava cada vegada més frustrat amb els seus ajudants i va declarar que fins i tot la seva criada podia fer un millor treball. Va veure que tenia raó quan Fleming va emprendre les tasques assignades de forma eficient. Fleming va continuar ajudant a desenvolupar una classificació d'estrelles basada en el seu contingut d'hidrogen, a més de tenir un paper important en descobrir l'estranya naturalesa de les estrelles nanes blanques. Williamina també va continuar la seva carrera en astronomia i va ser nomenada conservadora d'imatges astronòmiques de Harvard el 1899, i es va convertir en la primera dona nord-americana elegida per la Royal Astronomical Society el 1907.
Quan l'Observatori de Harvard va rebre el 1886 una generosa donació de Mary Anna Palmer Draper, la vídua d'Henry Draper, Pickering va decidir contractar més personal femení i posar Fleming a càrrec d'elles. Algunes de les primeres dones que van ser contractades per treballar com a computadores tenien connexions familiars amb el personal masculí de l'Observatori de Harvard. Per exemple, Anna Winlock, una de les primeres computadores d'Harvard, era la filla de Joseph Winlock, el tercer director de l'observatori i el predecessor immediat de Pickering.
Sovint, les dones tenien la tasca de mesurar la brillantor, la posició i el color de les estrelles. El treball incloïa tasques com ara classificar estrelles mitjançant la comparació de les fotografies amb catàlegs coneguts i la reducció de les fotografies, tenint en compte la refracció atmosfèrica per tal de mostrar la imatge més clara possible.

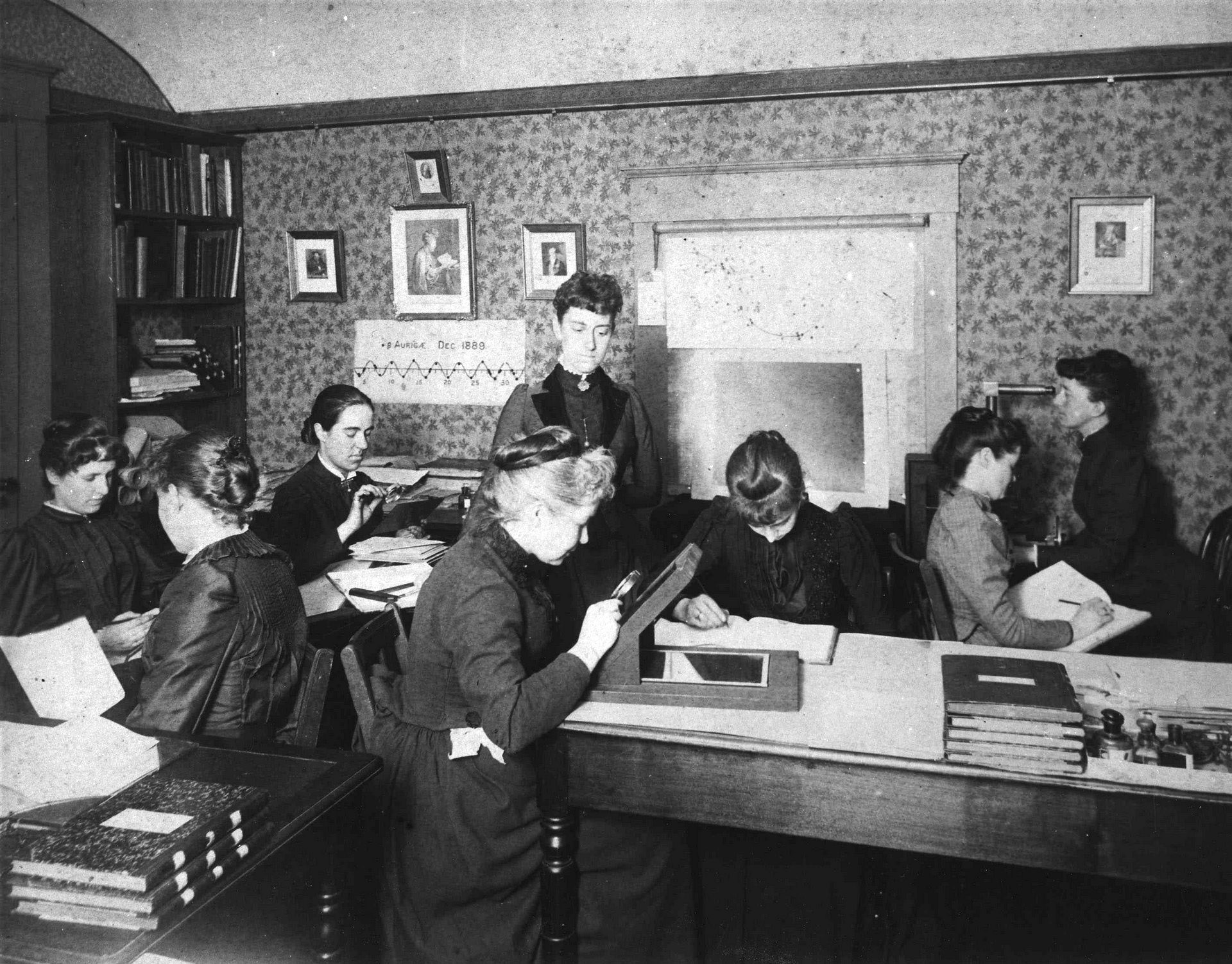
Computadores de Harvard treballant, cap al 1890, inclosa Henrietta Swan Leavitt asseguda, tercera a l'esquerra, amb lupa, Annie Jump Cannon, Williamina Fleming, al centre, i Antonia Maury.

Com a resultat del treball de les "computadores", Pickering va publicar el 1890 el primer catàleg Henry Draper, un catàleg amb més de 10,000 estrelles classificades segons el seu espectre. La majoria d'aquestes classificacions van ser fetes per Fleming. Pickering va decidir contractar Antonia Maury, llicenciada pel Vassar College, per reclassificar algunes de les estrelles. Maury va decidir anar més enllà i millorar i redissenyar el sistema de classificació. Va ser publicat el 1897 però va ser ignorat en gran part. Després, Pickering va decidir contractar Cannon, un graduada del Wellesley College, per classificar les estrelles del sud. Com havia fet Maury, Cannon també va acabar redissenyant el sistema de classificació dels espectres i va desenvolupar el Sistema de classificació de Harvard, que constitueix la base del sistema utilitzat avui.
L'observació de Henrietta Swan Leavitt que totes les estrelles variables del Petit Núvol de Magallanes són més o menys la mateixa distància de la Terra, la van portar a descobrir una relació directa entre el període de les estrelles variables Cefeida i la seva brillantor intrínseca. Aquest descobriment, al seu torn, va portar a la comprensió moderna de la grandària real de l'univers, i les variables Cefeida segueixen sent una eina essencial per a la mesura de la distància cosmològica.
Tot i que algunes de les empleades de Pickering eren graduades en astronomia, els seus salaris eren similars als dels treballadors no qualificats. Solien guanyar entre 25 i 50 cèntims d'hora per hora, més que un treballador de fàbrica, però menys d'un científic.